# Doxilamina
La doxilamina és un medicament pertanyent al grup dels antihistamínics H1. S'utilitza principalment per al tractament de l'insomni a curt termini, encara que els seus usos també inclouen el tractament dels refredats i la tos, en combinació amb descongestionants.
Comercialment, es presenta en forma de pols soluble en aigua i en forma de comprimits. El principal ús dels antihistamínics H1 és el tractament d'al·lèrgies i altres processos atòpics. Tant la doxilamina com altres antihistamínics H1 de primera generació travessen la barrera hematoencefálica provocant somnolència en inhibir els receptors H1 estimulants de la vigília, per això s'empra per a tractar en casos lleus d'insomni. A Espanya es pot adquirir en farmàcies sense recepta mèdica.
La doxilamina és recomanada per American College of Obstetricians and Gynecologists com a teràpia de primera línia per al tractament oral de nàusees i vòmits en l'embaràs, després d'haver-se descartat que pugui ser teratogènica en estudis amb més de 6.000 pacients i controls; en aquests casos sol combinar-se amb vitamina B6 (piridoxina).